# Cass Township (comté de Texas, Missouri)
Pour les articles homonymes, voir Cass Township.
Cass Township est un township, situé dans le comté de Texas, dans le Missouri, aux États-Unis,.
Le township est fondé en 1845 sous le nom de Benton Township, en référence à Thomas Hart Benton. En 1850, il est rebaptisé sous son nom actuel, en référence à Lewis Cass.

### Source de la traduction
- (en) Cet article est partiellement ou en totalité issu de l’article de Wikipédia en anglais intitulé « Cass Township, Texas County, Missouri » (voir la liste des auteurs).